# Entombed (videogioco 1985)
Entombed è un videogioco per Commodore 64 sviluppato e distribuito da Ultimate Play The Game nel 1985. È il seguito di The Staff of Karnath ed è il secondo capitolo della saga dell'aristocratico avventuriero Sir Arthur Pendragon.

## Modalità di gioco
Scopo del gioco è quello di far uscire Sir Arthur Pendragon dalla tomba egizia nella quale si trova intrappolato. Per fare questo occorre per prima cosa rintracciare l'Occhio di Osiride, che consente l'apertura della stanza iniziale in cui Sir Arthur si trova prigioniero, e in seguito girare per le varie stanze e corridoi della tomba cercando oggetti utili e risolvendo alcuni enigmi logici che permettono di proseguire nel percorso. Le stanze sono mostrate con visuale isometrica, con decorazioni molto elaborate e particolareggiate.
Ad infastidire il nostro eroe ci sono alcuni esseri, come serpenti e mummie, che causano la perdita di energia vitale se entrano in contatto con lui, e dei quali ci si può sbarazzare solo dopo aver trovato una frusta magica che viene utilizzata come arma. C'è anche una riserva di ossigeno che si consuma gradualmente e impone un limite di tempo. La tomba presenta vari livelli che devono essere percorsi prima di poter giungere alla conclusione.